# 身元保証
身元保証（みもとほしょう）とは、ある者（労働者など）が他者（使用者など）に与えた損害について事前に身元保証人となった者がかわって損害を補填するもの。

## 日本
身元保証は根保証の一種で、狭義には被用者に帰責事由が認められる行為によって損害が発生した場合の保証をいう（狭義の身元保証）。また、被用者の賠償義務の有無にかかわらず使用者に与えた損害について補填するもの（身元引受）をいう場合もある。狭義の身元保証にあたるか身元引受にあたるかは当事者の合意した内容により決せられる。
狭義の身元保証は保証の一種であり、身元保証人が個人の場合は身元保証に関する法律（身元保証法）や民法の個人根保証契約の規定が適用される。

### 身元保証法による保証人の責任の制限
1. 保証の範囲　「引受、保証其ノ他名称ノ如何ヲ問ハズ」。
言い回しを変えることで、保証の範囲が広がることを防ぐ。
  - 「引受」 – 被用者が病気になった場合の医療費の負担など。
  - 「保証」 – 被用者の業務上の過失等により生じた損害に対するもの。
2. 保証の対象 「被用者ノ行為ニ因リ使用者ノ受ケタル損害」、即ち、被用者に帰責事由のある損害に限る。
3. 身元保証契約の有効期間
期間の定めのない身元保証契約の有効期間は3年（「商工業見習者」は5年）とする。期間を定める場合であっても最長5年とし、更新は可能であるが、更新期間5年を超えることはできない。
  - 商工業見習者: 制定当時（1933年）の言い回し。新卒採用者など、業務経験のない者など。
4. 使用者の通知義務と身元保証人の解除権
  1. 使用者は、以下の事情が生じた時は、身元保証人に対し遅滞ない通知を要する。
    1. 被用者が、業務において不適任であるなどの状況があり、身元保証人の責任が生じるおそれがある場合。
    2. 被用者の任務・任地が変更になり、身元保証人の責任が加重されたり、身元保証人による監督が困難となる場合。

  2. 身元保証人はこれらの通知を受けた時、又は、自ら知った時、身元保証契約を将来に向け解除できる（すでに発生した損害については保証評価の対象となる）。
    - このような事態になった場合、保証人は身元保証契約を解除することができるが、使用者と被用者の間に「身元保証人を要する」旨の約定がある場合、依然としてそれは有効なので、解除された保証人に替えた新たな身元保証人がいない場合には使用人が解雇されることも起こりうる。
5. 裁判所が身元保証人の損害賠償の責任及び金額を定めるのに、以下の事項の他一切の事情を斟酌する。
  - 被用者の監督について、使用者に過失がなかったか。
  - 身元保証人が身元保証をするに至った理由及びこれをするにあたって用いた注意の程度。
  - 被用者の任務又は身上の変化。
6. 本法の規定に反するもので、身元保証人に不利なものは無効とする。

### 民法による保証人の責任の制限
身元保証契約は、「一定の範囲に属する不特定の債務を主たる債務とする保証契約」であるので根保証の一種であるが（民法第465条の2）、保証人が個人である場合、2017年民法改正において定められた「個人根保証契約」となり、保証の極度額を決め、契約を書面等で取り交わすことが義務化された。

## アメリカ合衆国
アメリカ合衆国ではFidelity Bondといい、証券に定められた特定の人物の詐欺的行為で契約の相手方が被った損害に対し補償するものをいう。身元保証は主に従業員の不誠実行為による企業に対する損害について行われる。